# Церковь Святого Казимира (Липнишки)
Церковь Святого Казимира (бел. Касцёл Святога Казіміра) — католический храм в деревне Липнишки Ивьевского района Гродненской области Белоруссии. Относится к Ивьевскому деканату Гродненского диоцеза. Памятник архитектуры в стиле неоготики, построен в 1910 году, по другим источникам в 1890-х годах. Включён в Государственный список историко-культурных ценностей Республики Беларусь.

## История

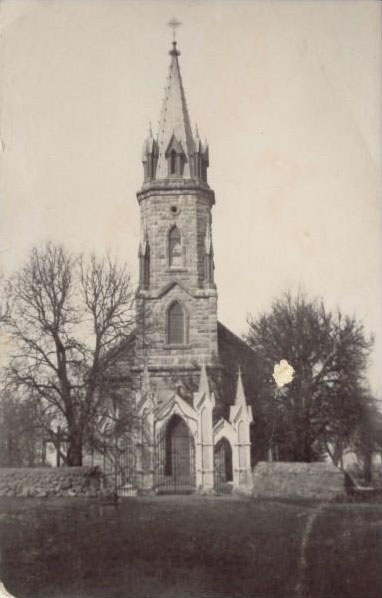
Храм на фотографии 30-х годов XX века

В 1510 году здесь был образован католический приход, в то же время здесь был построен деревянный костёл, который по некоторым данным носил имя Святой Анны.
В период Великой Северной войны в начале XVIII века этот храм сгорел. В 1804 году построено новое деревянное здание храма, в свою очередь сгоревшее в 1890 году. На месте этого храма была возведена сохранившаяся до наших дней придорожная часовня, а в 1900 году началось строительство каменного храма на новом месте в северо-западной части посёлка. Строительство первоначально шло на средства тогдашнего владельца Липнишек Александра Вольского. В основных чертах здание было готово к 1910 году, однако отдельные работы продолжались до 1927 года. Храм был торжественно освящен в 1928 году во имя Святого Казимира. В советское время костёл св. Казимира действовал непрерывно, но в 1951 году власти конфисковали здание плебании. Настоятель был вынужден поселиться над ризницей. В 1970-е годы костёл был причислен к памятникам архитектуры. Также в список памятников архитектуры попала и придорожная часовня на площади. А вот кладбищенская часовня была заброшена, но относительно хорошо сохранилось.
С 1976 приход обслуживают капуцины. В 1991 году генерал ордена дал согласие на учреждение в Липнишках монашеского дома, рассчитанного на трех монахов.

## Архитектура
Храм Святого Казимира — памятник архитектуры в стиле неоготики.
В плане представляет собой прямоугольное в плане здание с трёхгранной апсидой и квадратными крыльями трансепта. В центре главного фасада возвышается высокая восьмигранная башня с остроконечным шатровым завершением, отделанным люкарнами. Невысокие ризницы подчёркивают динамичное возрастание храма в высоту от апсиды к фасаду с башней.

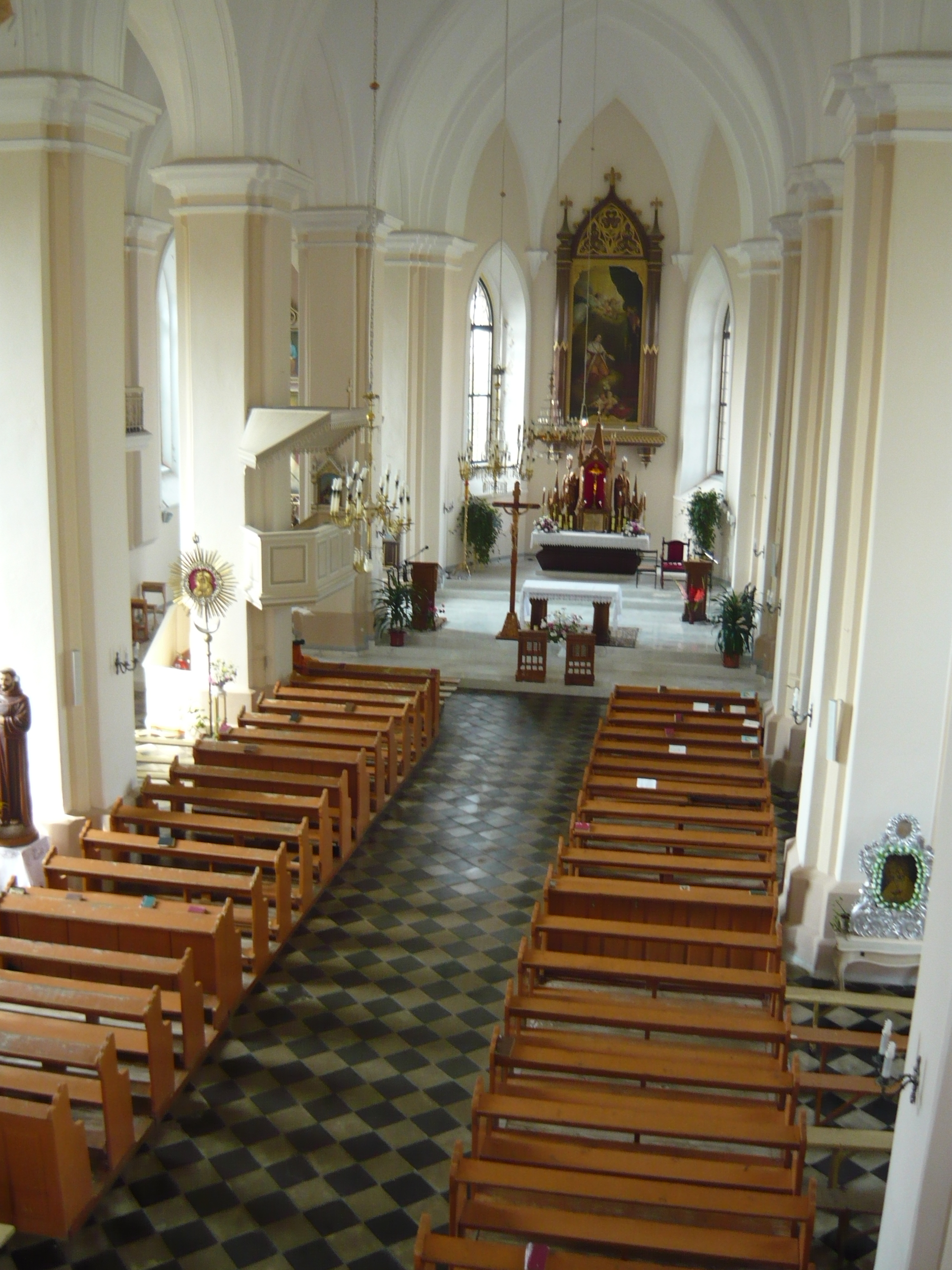
Интерьер

Стены храма облицованы каменными квадратными глыбами и укреплены плоскими контрфорсами между окнами. Главный вход акцентирован порталом стрельчатой формы. Внутреннее пространство разделено двумя рядами столбов на три нефа. Интерьер храма скромный. Кроме иконы св. Казимира в алтаре, имеются иконы св. Марии и Иисуса. На колоннах расположены картины на религиозные темы. На хорах расположен орган.
Территория храма окружена каменной оградой и неоготической брамой начала XX века.